# Scarbroughia dorothyae
Scarbroughia dorothyae är en tvåvingeart som först beskrevs av Martin 1975.  Scarbroughia dorothyae ingår i släktet Scarbroughia och familjen rovflugor. Inga underarter finns listade i Catalogue of Life.